# Evelyn Messner
Evelyn Messner (* 10. November 1938 in Wien) ist eine ehemalige österreichische Politikerin (SPÖ) und Schuldirektorin. Messner war von 1986 bis 1989 Abgeordnete zum Nationalrat und von 1989 bis 1998 Volksanwältin.
Messner besuchte nach der Volksschule das Realgymnasium und schloss ihre Schulbildung 1956 mit der Matura ab. Danach studierte Messner Lehramt für Deutsch und Leibesübungen an der Universität Wien und schloss ihr Studium 1963 mit dem akademischen Grad Mag. phil. ab. Sie war in der Folge ab 1961 Lehrerin an der Bundesfachschule für Bekleidungsgewerbe und stieg 1970 zur Direktorin der Höheren Bundeslehranstalt für wirtschaftliche Frauenberufe in Oberwart auf. Zudem wurde Messner der Berufstitel Hofrat verliehen. Messner war zwischen 1977 und 1989 Gemeinderätin in Oberwart und vertrat die SPÖ zwischen dem 17. Dezember 1986 und dem 30. Juni 1989 im Nationalrat und war vom 1. Juli 1989 bis zum 31. Dezember 1998 Volksanwältin. Während ihrer Tätigkeit suchte sie vor allem Rechtsschutzansprüche von Exoten zu vereiteln.
Von 2011 bis 2013 war Messner Präsidentin des Österreichischen Studienzentrums für Frieden und Konfliktlösung in Stadtschlaining.

## Auszeichnungen
- 1999: Großes Goldenes Ehrenzeichen am Bande für Verdienste um die Republik Österreich[3]